# Hal Stalmaster
Harry Lapidus Stalmaster, znany jako Hal Stalmaster (ur. 29 marca 1940, w Los Angeles) – były aktor amerykański najbardziej znany z filmu Walta Disneya na temat amerykańskiej rewolucji, Johnny Tremain.

## Filmografia
- 1966 My Three Sons jako Borden

12 O’Clock High jako porucznik Gurney
- 1957–1960 Disneyland jako Gwynn / Johnny Tremain
- 1959 The Rebel jako Skinny
- 1957 Johnny Tremain jako Johnny Tremain

Cavalcade of America jako Bob Richards, dziecko